# Meeting de Paris 2022
Das Meeting de Paris 2022 war eine Leichtathletik-Veranstaltung, die am 18. Juni im Stade Charléty in der französischen Hauptstadt Paris stattfand und Teil der Diamond League war. Es war dies das siebte Meeting dieser Veranstaltungsreihe.

## Ergebnisse

### Männer

#### 200 m
| Platz | Athlet             | Land | Zeit (s) |
| ----- | ------------------ | ---- | -------- |
| 1     | Luxolo Adams       | RSA  | 19,82 PB |
| 2     | Alexander Ogando   | DOM  | 20,03 NR |
| 3     | Mouhamadou Fall    | FRA  | 20,26 PB |
| 4     | Andre De Grasse    | CAN  | 20,38 SB |
| 5     | Amaury Golitin     | FRA  | 20,52    |
| 6     | Fausto Desalu      | ITA  | 20,52 SB |
| 7     | Yancarlos Martínez | DOM  | 20,61    |
| 8     | Benjamin Azamati   | GHA  | 20,77    |

Wind: +0,6 m/s

#### 400 m
| Platz | Athlet               | Land | Zeit (s) |
| ----- | -------------------- | ---- | -------- |
| 1     | Steven Gardiner      | BAH  | 44,21 SB |
| 2     | Lidio Féliz          | DOM  | 44,92    |
| 3     | Zakhiti Nene         | RSA  | 44,99    |
| 4     | Trevor Stewart       | USA  | 45,18    |
| 5     | Liemarvin Bonevacia  | NED  | 45,75    |
| 6     | Loïc Prévot          | ITA  | 45,94    |
| 7     | Kevin Borlée         | BEL  | 46,64    |
|       | Matthew Hudson-Smith | GBR  | DNS      |

#### 800 m
| Platz      | Athlet                       | Land | Zeit (min) |
| ---------- | ---------------------------- | ---- | ---------- |
| 1          | Benjamin Robert              | FRA  | 1:43,75 PB |
| 2          | Peter Bol                    | AUS  | 1:44,00 AR |
| 3          | Tony van Diepen              | NED  | 1:44,14 PB |
| 4          | Gabriel Tual                 | FRA  | 1:44,23 PB |
| 5          | Mohamed Ali Gouaned          | ALG  | 1:44,43 PB |
| 6          | Pierre-Ambroise Bosse        | FRA  | 1:44,54 SB |
| 7          | Andreas Kramer               | SWE  | 1:44,75    |
| 8          | Patryk Dobek                 | POL  | 1:45,15    |
| 9          | Elliot Giles                 | GBR  | 1:45,94    |
| 10         | Amel Tuka                    | BIH  | 1:46,88    |
|            | Patryk Sieradzki (Pacemaker) | POL  | DNF        |
| Nigel Amos | BOT                          | DNS  |            |

#### 5000 m
| Platz                      | Athlet                       | Land | Zeit (min)  |
| -------------------------- | ---------------------------- | ---- | ----------- |
| 1                          | Selemon Barega               | ETH  | 12:56,19    |
| 2                          | Thierry Ndikumwenayo         | BDI  | 13:04,24    |
| 3                          | Muktar Edris                 | ETH  | 13:06,54    |
| 4                          | Jimmy Gressier               | FRA  | 13:08,75 PB |
| 5                          | Addisu Yihune                | ETH  | 13:14,40    |
| 6                          | George Beamish               | NZL  | 13:19,90 PB |
| 7                          | Mike Foppen                  | NED  | 13:20,34 SB |
| 8                          | Abdessamad Oukhelfen         | ESP  | 13:22,77 SB |
| 9                          | Hamish Carson                | NZL  | 13:23,37    |
| 10                         | Rodrigue Kwizera (Pacemaker) | BDI  | 13:26,17 PB |
| 11                         | Hugo Hay                     | FRA  | 13:30,73    |
| 12                         | Isaac Kimeli                 | BEL  | 13:35,74    |
| 13                         | Per Svela                    | NOR  | 13:54,60    |
|                            | Hicham Akankam               | MAR  | DNF         |
| Yemaneberhan Crippa        | ITA                          | DNF  |             |
| Nibret Melak               | ETH                          | DNF  |             |
| Ben Buckingham (Pacemaker) | AUS                          | DNF  |             |

#### 110 m Hürden
| Platz | Athletin                | Land | Zeit (s)  |
| ----- | ----------------------- | ---- | --------- |
| 1     | Asier Martínez          | ESP  | 13,30 =SB |
| 2     | Sasha Zhoya             | FRA  | 13,40 PB  |
| 3     | Aaron Mallett           | USA  | 13,42     |
| 4     | Andrew Pozzi            | GBR  | 13,54     |
| 5     | Pascal Martinot-Lagarde | FRA  | 13,55 SB  |
| 6     | Jason Joseph            | SUI  | 13,59     |
| 7     | Kenny Fletcher          | FRA  | 14,03     |
|       | Jeanice Laviolette      | FRA  | DNF       |

Wind: −1,7 m/s

#### Stabhochsprung
| Platz | Athlet              | Land | Höhe (m) |
| ----- | ------------------- | ---- | -------- |
| 1     | Ben Broeders        | BEL  | 5,80     |
| 2     | Renaud Lavillenie   | FRA  | 5,80     |
| 3     | Thibaut Collet      | FRA  | 5,75     |
| 4     | Anthony Ammirati    | FRA  | 5,65 SB  |
| 5     | Kurtis Marschall    | AUS  | 5,65     |
| 6     | Valentin Lavillenie | FRA  | 5,65     |
| 6     | Baptiste Thiery     | FRA  | 5,65 =PB |
| 8     | Thiago Braz         | BRA  | 5,50     |
| 8     | Harry Coppell       | GBR  | 5,50     |
| 10    | Huang Bokai         | CHN  | 5,35     |

#### Dreisprung
| Platz | Athlet               | Land | Weite (m) |
| ----- | -------------------- | ---- | --------- |
| 1     | Jordan Díaz          | CUB  | 17,66     |
| 2     | Andy Díaz            | CUB  | 17,65 PB  |
| 3     | Pedro Pablo Pichardo | POR  | 17,49 SB  |
| 4     | Hugues Fabrice Zango | BFA  | 17,25 SB  |
| 5     | Almir dos Santos     | BRA  | 16,81     |
| 6     | Zhu Yaming           | CHN  | 16,76     |
| 7     | Christian Taylor     | USA  | 16,54 SB  |
| 8     | Benjamin Compaoré    | FRA  | 16,43     |
| 9     | Melvin Raffin        | FRA  | 15,77     |
|       | Jean-Marc Pontvianne | FRA  | DNS       |

### Frauen

#### 100 m
| Platz | Athletin                | Land | Zeit (s)     |
| ----- | ----------------------- | ---- | ------------ |
| 1     | Shelly-Ann Fraser-Pryce | JAM  | 10,67 =WL MR |
| 2     | Daryll Neita            | GBR  | 10,99 SB     |
| 3     | Marie-Josée Ta Lou      | CIV  | 11,01 SB     |
| 4     | Ewa Swoboda             | POL  | 11,05 PB     |
| 5     | Michelle-Lee Ahye       | TTO  | 11,07        |
| 6     | Zoe Hobbs               | NZL  | 11,10        |
| 7     | Gina Bass               | GAM  | 11,24        |
| 8     | Ajla Del Ponte          | SUI  | 11,34 SB     |

Wind: +0,5 m/s

#### 400 m
| Platz | Athletin               | Land | Zeit (s) |
| ----- | ---------------------- | ---- | -------- |
| 1     | Shaunae Miller-Uibo    | BAH  | 50,10    |
| 2     | Natalia Kaczmarek      | POL  | 50,24    |
| 3     | Anna Kiełbasińska      | POL  | 50,28 PB |
| 4     | Fiordaliza Cofil       | DOM  | 50,76    |
| 5     | Lieke Klaver           | NED  | 50,80 PB |
| 6     | Justyna Święty-Ersetic | POL  | 51,05    |
| 7     | Amandine Brossier      | FRA  | 51,78    |
| 8     | Shana Grebo            | FRA  | 51,98    |

#### 100 m Hürden
| Platz | Athletin            | Land | Zeit (s) |
| ----- | ------------------- | ---- | -------- |
| 1     | Tobi Amusan         | NGR  | 12,41 AR |
| 2     | Devynne Charlton    | BAH  | 12,63 SB |
| 3     | Cindy Sember        | GBR  | 12,73    |
| 4     | Cyréna Samba-Mayela | FRA  | 12,76 SB |
| 5     | Liz Clay            | AUS  | 12,89    |
| 6     | Ditaji Kambundji    | SUI  | 12,90    |
| 7     | Laëticia Bapté      | FRA  | 13,05    |

Wind: −0,4 m/s

#### 3000 m Hindernis
| Platz        | Athletin                        | Land | Zeit (min)    |
| ------------ | ------------------------------- | ---- | ------------- |
| 1            | Winfred Mutile Yavi             | BHR  | 8:56,55 WL PB |
| 2            | Sembo Alemayehu                 | ETH  | 9:09,19 PB    |
| 3            | Mekides Abebe                   | ETH  | 9:11,09       |
| 4            | Elizabeth Bird                  | GBR  | 9:19,46 NR    |
| 5            | Chiara Scherrer                 | SUI  | 9:20,28 NR    |
| 6            | Zerfe Wondemagegn               | ETH  | 9:27,75 SB    |
| 7            | Rosefline Chepngetich           | KEN  | 9:32,67 SB    |
| 8            | Kinga Królik                    | POL  | 9:37,29       |
| 9            | Alice Finot                     | FRA  | 9:37,46       |
| 10           | Flavie Renouard                 | FRA  | 9:50,33       |
|              | Virginia Nyambura (Pacemakerin) | KEN  | DNF           |
| Stella Rutto | ROU                             | DNS  |               |

#### Hochsprung
| Platz | Athletin              | Land | Höhe (m) |
| ----- | --------------------- | ---- | -------- |
| 1     | Jaroslawa Mahutschich | UKR  | 2,01 WL  |
| 2     | Iryna Heraschtschenko | UKR  | 1,98 SB  |
| 3     | Julija Lewtschenko    | UKR  | 1,95 SB  |
| 3     | Nicola Olyslagers     | AUS  | 1,95     |
| 5     | Marija Vuković        | MNE  | 1,95 =SB |
| 6     | Kateryna Tabaschnyk   | UKR  | 1,95 SB  |
| 7     | Nafissatou Thiam      | BEL  | 1,92 SB  |
| 8     | Elena Vallortigara    | ITA  | 1,88     |
| 9     | Solène Gicquel        | FRA  | 1,88     |
|       | Laureen Maxwell       | FRA  | NMH      |

#### Diskuswurf
| Platz | Athletin             | Land | Weite (m) |
| ----- | -------------------- | ---- | --------- |
| 1     | Valarie Allman       | USA  | 68,68 MR  |
| 2     | Sandra Perković      | HRV  | 68,19 SB  |
| 3     | Kristin Pudenz       | GER  | 64,39     |
| 4     | Shanice Craft        | GER  | 63,14     |
| 5     | Laulauga Tausaga     | USA  | 62,79     |
| 6     | Claudine Vita        | GER  | 62,60     |
| 7     | Marike Steinacker    | GER  | 61,87     |
| 8     | Liliana Cá           | POR  | 61,73     |
| 9     | Mélina Robert-Michon | FRA  | 61,10     |
| 10    | Amanda Ngandu-Ntumba | FRA  | 55,10     |

#### Speerwurf
| Platz | Athletin           | Land | Weite (m) |
| ----- | ------------------ | ---- | --------- |
| 1     | Haruka Kitaguchi   | JPN  | 63,13     |
| 2     | Līna Mūze          | LAT  | 62,56     |
| 3     | Liveta Jasiūnaitė  | LTU  | 62,09 SB  |
| 4     | Mackenzie Little   | AUS  | 61,23     |
| 5     | Kelsey-Lee Barber  | AUS  | 60,60     |
| 6     | Barbora Špotáková  | CZE  | 60,35 SB  |
| 7     | Elina Tzengko      | GRC  | 58,16     |
| 8     | Nikola Ogrodníková | CZE  | 57,58     |
| 9     | Alizée Minard      | FRA  | 56,21     |
| 10    | Eda Tuğsuz         | TUR  | 52,87     |